# Miu Kurashige
Miu Kurashige (japanisch 蔵重 みう Kurashiga Miu; * 19. April 2004) ist eine japanische Leichtathletin, die sich auf den Sprint spezialisiert hat.

## Sportliche Laufbahn
Erste internationale Erfahrungen sammelte Miu Kurashige im Jahr 2023, als sie bei den Asienmeisterschaften in Bangkok mit der japanischen 4-mal-100-Meter-Staffel in 43,95 s gemeinsam mit Arisa Kimishima, Remi Tsuruta und Midori Mikase die Silbermedaille hinter dem chinesischen Team gewann.

## Persönliche Bestleistungen
- 100 Meter: 11,58 s (+1,7 m/s), 2. Oktober 2021 in Nagoya
  - 60 Meter (Halle): 7,53 s, 5. Februar 2023 in Osaka